# Бочкала Роман Олександрович
Роман Олександрович Бочкала (нар. 3 травня 1984, Джанкой, Кримська обл., УРСР) — український журналіст, військовий кореспондент, громадський діяч.

## Життєпис
Народився в Джанкоі в Криму, займався журналістикою із 17 років. Працював у газеті, на 11-му каналі, а згодом — на Чорноморській ТРК. Заочно закінчив факультет управління Таврійського національного університету.
У 2005 році, за власники словами, на нього було скоєно напад: його присипи́ли, побили (потрійний перелом гомілкостопу, потрощене коліно, ключиця, зламані ребра) та залишили непритомним у снігу. У той час він розслідував факти «кришування» міліцією наркобізнесу та точок збору металобрухту. 2007 року вступив до Інтершколи, 2008 року переїхав до Києва, почав працювати на каналі Інтер.
Як кореспондент висвітлював конфлікти в Ірані, Афганістані, Сирії, Сомалі, Д. Р. Конго, Косово, Лівані, Руанді, Ліберії, Єгипті, Південній Осетії, гірській Абхазії, Йорданії, Туреччині.
2013 — співзасновник інформаційного агентства «Стоп корупції ТВ»[неавторитетне джерело].
З 2014 року висвітлював війну на сході України. Після захоплення росіянами Слов'янська, поїхав на окуповану територію, де був затриманий російськими військовими та побитий. 8 липня 2014 року під Луганськом отримав травму руки, у той час як від поранення уламком в голову загинув його військовий співрозмовник Дмитро Герасимчук.
У квітні-травні 2016 року стажувався стосовно протидії корупції у США за програмою обмінів «Відкрий світ». У серпні 2016 року звільнився з телеканалу «Інтер».
У 2020 році працював ведучим політичного ток-шоу «Мир чи/та війна» на телеканалі «Інтер».
З 2022 року — військовий оглядач на «24 каналі».
Веде російськовомний YouTube-канал з документальними фільмами про подорожі до КНДР, Азії, Африки та україномовний канал про російсько-українську війну.

## Громадська діяльність
2015 був співзавновником ГО «Стоп корупції», що проводить журналістські розслідування і правозахисну діяльність.
2016 і 2017 року обирався до Ради громадського контролю при НАБУ.
2016—2017 роках член Київської конкурсної комісії Генеральної прокуратури України з відбору керівного складу місцевих прокурорів.
З 2015 року є співзасновником і учасником БФ «Батальйон Волонтер», який передає нелетальні засоби для захисту країни до ЗСУ. 
12 березня 2025 року обраний головою консультативно-експертної ради при Державній кримінально-виконавчій службі України.

## Відзнаки
- Переможець журналістського конкурсу «Срібне перо» (2006)[10]
- Заслужений журналіст України (2013)[17]
- Подяка ВРУ «За віддану роботу в зоні проведення АТО» (2014)[10]
- Премія «Телетріумф» у номінації «Репортер» (2015)[18]
- Відзнаки Міністерства оборони України.[10]
- Нагрудний знак командувача ЗСУ «За службу та звитягу» (2022)[19][неавторитетне джерело]